# Trsťany
Trsťany (v minulosti Trsteno, Trsťany, maďarsky Füzérnádaska, Nádaska) je obec na Slovensku v okrese Košice-okolí. První písemná zmínka pochází z roku 1288. V obci žije 350 obyvatel. Rozloha katastrálního území činí 6,6 km². V obci se nachází asi 110 domů, hřbitov, zvonice a malý obchod.
Obec se nachází 13 km severovýchodně od okresního města Košic.